# Óc sáng tạo và bệnh tâm thần

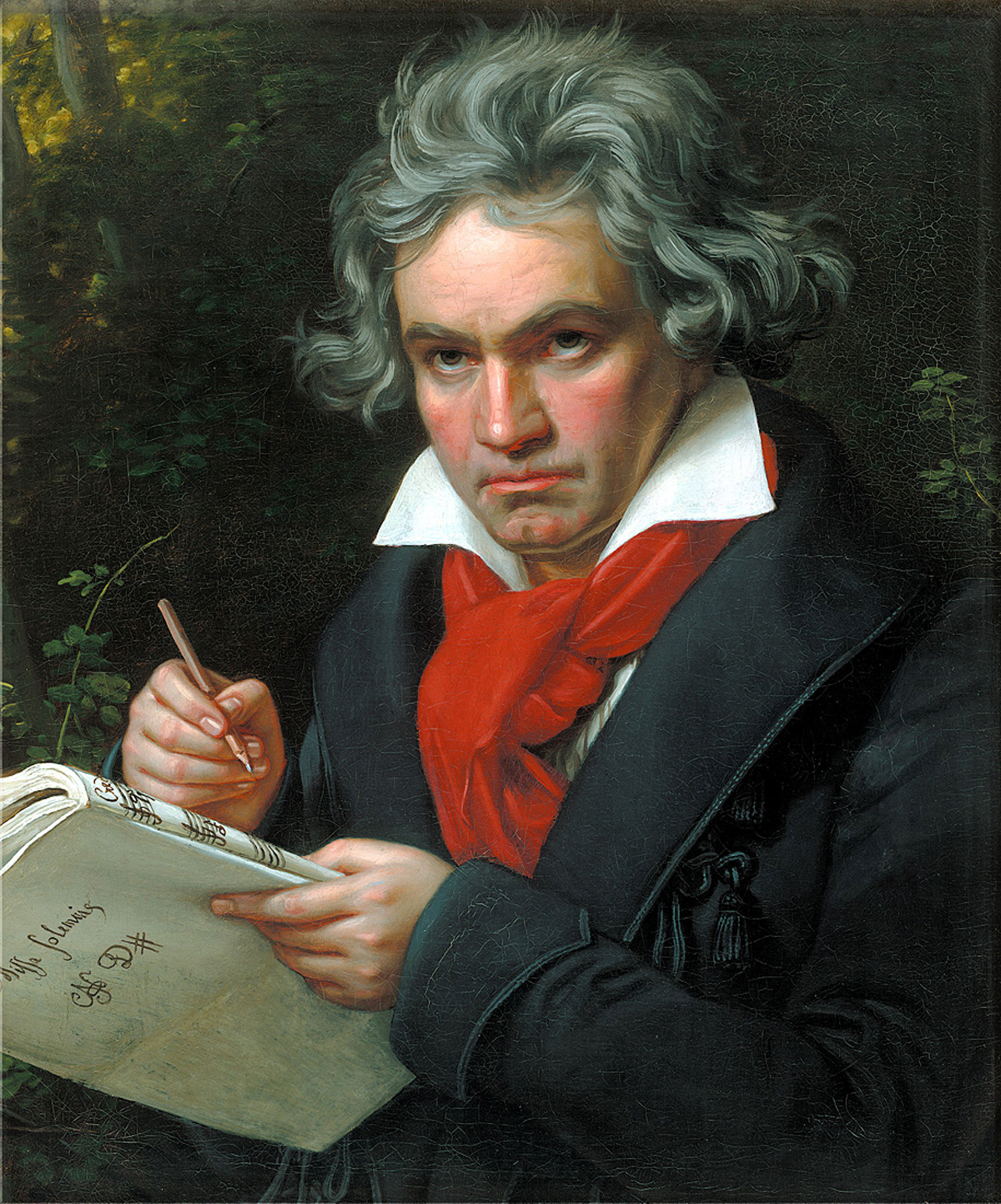
Ludwig van Beethoven, được xem là một trong những nhà soạn nhạc vĩ đại nhất trong lịch sử, có thể là người mắc rối loạn lưỡng cực.

Mối liên hệ giữa sáng tạo và bệnh tâm thần đã được bàn luận và nghiên cứu rộng rãi bởi các nhà tâm lý học và các nhà nghiên cứu khác trong nhiều thế kỷ qua. Đã có những liên hệ giữa sáng tạo với các rối loạn tâm thần chính bao gồm: rối loạn lưỡng cực, tâm thần phân liệt, rối loạn trầm cảm chính, rối loạn lo âu và ADHD. Các nghiên cứu  đã chứng minh có mối tương quan giữa nghề nghiệp sáng tạo với người mắc bệnh tâm thần. Có những trường hợp cho thấy rằng những vấn đề tâm thần có thể tạo điều kiện cho sự sáng tạo, nhưng nói chung vấn đề tâm thần cũng không nhất thiết có mặt để có sự sáng tạo.